# 자유독일청년단
자유독일청년단(독일어: Freie Deutsche Jugend, FDJ)은 1946년 4월 21일에 설립된 독일 민주공화국과 독일 사회주의통일당의 청년 조직이자 마르크스-레닌주의 단체이다.
1982년 기준으로 14세부터 25세의 남녀를 대상으로 75%에 이르는 독일 민주공화국의 청소년이 가입되어 있었다. 국제적으로는 마르크스-레닌주의 공산당 소속 청년단과 마르크스-레닌주의 청년단체의 국제조직인 세계민주청년연맹에 가입되어 있으며, 1951년 독일 민주공화국의 수도 동베를린에서 개최된 제3차 세계청년학생축전을 주최하였다.
산하 청소년 여행사인 Jugendtourist를 통해 다수의 휴가 활동을 주최하고 있으며, 또한 디스코 록 콘서트도 운영하고 있다.

## 같이 보기
- 전연방 레닌주의 청년 공산주의자 동맹
- 청년 공산주의자 연맹 (쿠바)